# Výrava (Tschechien)

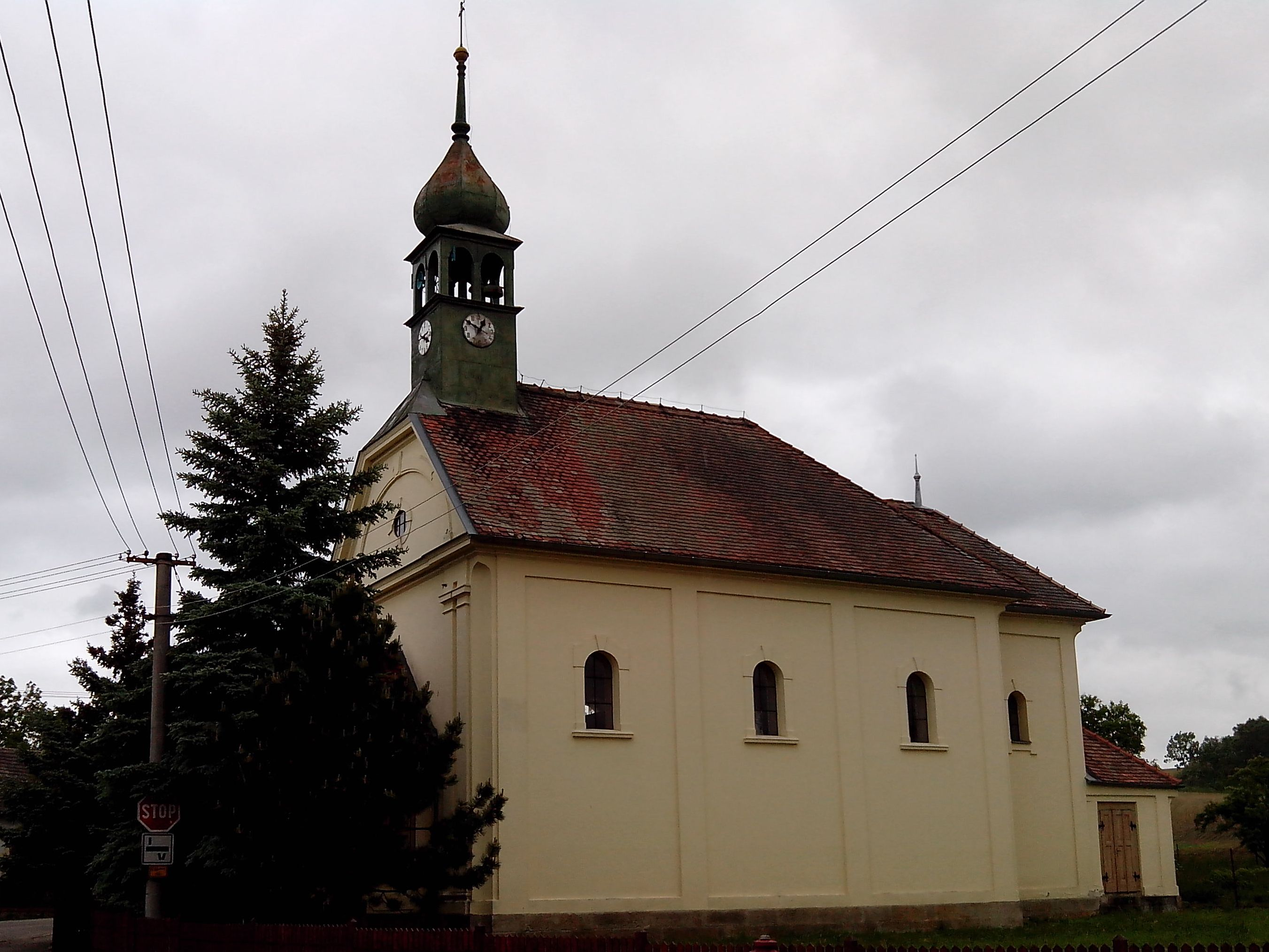
Kapelle Johannes des Täufers

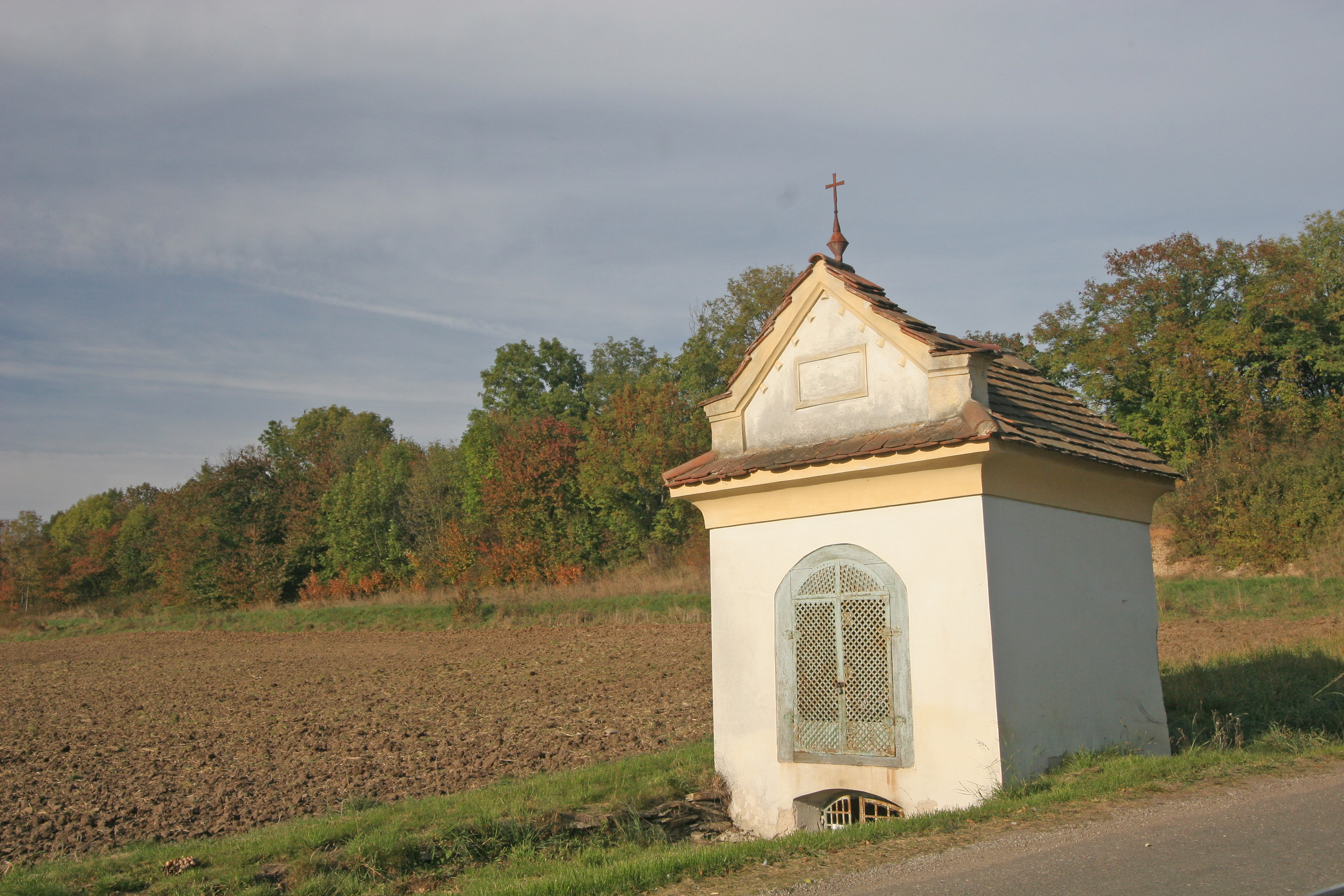
Wegkapelle der Jungfrau Maria

Výrava (deutsch Wirawa, 1939–45 Wirau) ist eine Gemeinde in Tschechien. Sie liegt zwölf Kilometer nordöstlich des Stadtzentrums von Hradec Králové und gehört zum Okres Hradec Králové.

## Geographie
Výrava befindet sich in einer breiten Talebene auf der Černilovská tabule (Czernilower Tafel). Das Oberdorf erstreckt sich entlang des Baches Výravský potok, der in der Ortsmitte in den Libníkovický potok mündet; das Unterdorf liegt beiderseits des Libníkovický potok. Das Dorf wird von der Straße II/299 zwischen Jaroměř und Třebechovice pod Orebem durchquert. Östlich erhebt sich der Hřiby (294 m n.m.), südwestlich der Vidrholec (285 m n.m.) und der Křivý kopec (Czernilow, 287 m n.m.).
Nachbarorte sind Libřice und Králova Lhota im Norden, Malé Meziříčí im Nordosten, Skršice und Tošov im Osten, Vranov und Jílovice im Südosten, Libníkovice und Horní Černilov im Süden, Dolní Černilov im Südwesten, Černilov und Újezd im Westen sowie Na Drahách, Hubíles und Smržov im Nordwesten.

## Geschichte
Výrava wurde wahrscheinlich wie die umliegenden Dörfer im 13. Jahrhundert durch deutsche Kolonisten gegründet und als Waldhufendorf angelegt. Die erste urkundliche Erwähnung des ursprünglich zur Herrschaft Hohenbruck gehörigen Dorfes erfolgte im Jahre 1406. 1496 verkaufte Johanka von Březovice die von ihrem Vater Přibík Kroměšín von Březovice geerbte Feste Hohenbruck mit dem Hof, dem Städtchen Hohenbruck und elf Dörfern, darunter Výrava, für 5000 Schock Böhmische Groschen an Nikolaus d. J. Trčka von Lípa, der sie mit seiner Herrschaft Opočno vereinigte. Später schlugen die Herren Trčka von Lípa das Dorf der Herrschaft Smiřice zu. Nach dem Tode von Jan Rudolf Trčka von Lípa wurde die Herrschaft Smiřice durch König Ferdinand II. konfisziert und 1636 an Johann Matthias Gallas veräußert. Am 1. Oktober 1685 verkaufte Anton Pankratius Gallas die Herrschaft an Isabella Magdalena von Sternberg. 1747 ging die Herrschaft Smiřice durch die Ehe zwischen Maria Theresia von Sternberg mit Johann Leopold von Paar an die Fürsten von Paar über. Im Jahre 1761 wurde in einer Chaluppe der Schulunterricht aufgenommen, zuvor wurden die Kinder in der Pfarrschule Černilov unterrichtet. Nach dem Tod von Maria Theresia von Paar übernahm 1761 ihr Sohn, der k.k. Erblandpostmeister Johann Wenzel Fürst von Paar den Besitz, er verkaufte die Herrschaft Smiřice 1780 für 500.000 Gulden an Kaiser Joseph II. Dieser erwarb 1790 auch die Herrschaft Hořeniowes und stellte beide Kameralherrschaften unter eine Verwaltung.
Im Jahre 1836 bestand das im Königgrätzer Kreis gelegene Dorf Wirawa bzw. Wyrawa aus 97 Häusern, in denen 652 Personen, darunter fünf protestantische Familien, lebten. Im Ort gab es eine Schule und ein Wirtshaus. Katholischer und evangelischer Pfarrort war Černilow. Die k.k. Kameralherrschaft Smiřitz-Hořeniowes blieb bis 1848 Kronbesitz und wurde danach zur Reichsdomäne, deren Verwaltung der k.k. privilegierten Credit-Anstalt übertragen wurde.
Nach der Aufhebung der Patrimonialherrschaften bildete Výrava ab 1849 mit dem Ortsteil Dolní Černilov eine Gemeinde im Gerichtsbezirk Königgrätz. Ab 1868 gehörte die Gemeinde zum Bezirk Königgrätz. 1877 begann in der Ortsmitte der Bau eines neuen Schulgebäudes, es wurde 1878 eingeweiht. 1949 wurde Výrava dem Okres Hradec Králové-okolí zugeordnet; dieser wurde im Zuge der Gebietsreform von 1960 aufgehoben, seitdem gehört die Gemeinde zum Okres Hradec Králové. Am 30. April 1976 wurden Výrava und Dolní Černilov nach Černilov eingemeindet. Seit dem 24. November 1990 besteht die Gemeinde Výrava wieder. Seit 2010 führt die Gemeinde ein Wappen und Banner.

## Gemeindegliederung
Die Gemeinde Výrava besteht aus den Ortsteilen Dolní Černilov (Unter Czernilow) und Výrava (Wirawa). Das Gemeindegebiet bildet den Katastralbezirk Výrava.

## Sehenswürdigkeiten
- Kapelle Johannes des Täufers
- Wegkapelle der Jungfrau Maria, am oberen Ortsausgang